# Sportivo Ameliano
Der Club Sportivo Ameliano, kurz Ameliano, ist ein paraguayischer Fußballverein aus dem Barrio Virgen del Huerto der Hauptstadt Asunción. Der Verein wird auch La V azulada genannt.

## Geschichte
Sportivo Ameliano wurde 1936 nahe der Villa Amelia in Asunción gegründet und hatte dort seine erste Spielstätte. Seit 1939 nimmt der Verein am offiziellen Spielbetrieb teil und spielte bis 1996 in der dritten Liga. Einzig in dieser Zeitspanne im Jahr 1960 spielte der Verein nach dem Aufstieg in der damals zweitklassigen Primera División B Metropolitana, stieg jedoch direkt wieder ab. Im Jahr 1970 zog der Klub ins neue Stadion José Tomás Silva um, das nach der Gebietsreform im Barrio Virgin del Huerto liegt.
Mit Gründung der neu geschaffenen zweiten Liga Primera División Intermedia 1997 spielte Sportivo Ameliano nun in der viertklassigen und untersten Primera División C und wurde zur Fahrstuhlmannschaft zwischen der dritten und vierten Liga. Im Jahr 2015 stieg der Klub aus dem Barrio Virgen del Huerto als Meister in die dritte Liga auf und wurde direkt Vizemeister in der neuen Liga, was allerdings zum erneuten Aufstieg nicht reichte. 2019 klappte dann der Aufstieg vor Tacuary Football Club als Meister und Ameliano spielte zum ersten Mal seit 1960 wieder in der zweiten Spielklasse. Im ersten Zweitligajahr 2021 (2020 wurde wegen der COVID-19-Pandemie nicht ausgespielt) wurde der Aufsteiger Vierter und qualifizierte sich für die Aufstiegsspiele. Dort gelang Ameliano die Überraschung gegen Sportivo Luqueño. La V azulada besiegte Luqueño nach Hin- und Rückspiel mit 4:3 und stieg erstmals in der Vereinsgeschichte in die Primera División auf.
Im ersten Jahr in der höchsten Spielklasse startete Sportivo Ameliano mit Schwierigkeiten in die Saison und belegte nach der Apertura 2022 den vorletzten Platz. Nach dem sechsten Platz in der Clausura stand am Ende der knappe Klassenerhalt. Erst am letzten Spieltag wurde der Klassenerhalt mit einem 4:2-Sieg gegen Club Guaraní, nachdem der punktgleiche Konkurrent Club Sol de América nicht über ein Unentschieden hinauskam.
In der Copa Paraguay spielte das Team eine gute Saison und konnte den Pokalsieg im Finale gegen Club Nacional im Elfmeterschießen feiern. Dies war der erste große Titel des Klubs. Bei der erstmaligen Teilnahme am internationalen Wettbewerb schied der Klub in der ersten Runde der Copa Sudamericana 2023 gegen Club Guaraní aus.

## Stadion
Der Klub ist im Estadio José Tomás Silva nahe des Campus der Universidad Americana beheimatet. Das Stadion wurde 1970 erbaut und hat eine Kapazität von 800 Zuschauern.

## Erfolge
- Pokalsieger: 2022
- Supercup-Sieger: 2022
- Meister der dritten Liga: 1959, 2019